# Fiat 15
Le Fiat Tipo 15 est un camion lancé en 1911 par le constructeur italien Fiat V.I..
En 1909, Fiat étudie, sur commande de l'armée du Roi d'Italie, un nouveau camion multi-usages destiné au transport de troupes et de matériel. Le Fiat 15 est alors présenté comme le résultat de cette étude. Ce nouveau modèle inaugure une nouveauté technique sur ce type de véhicule : la pompe à essence en remplacement d'une alimentation par gravité. 
Le « type 15 » connaîtra un énorme succès et sera décliné en version 15 bis, surnommé « type Libye », pour ses exploits dans ce pays qui était une colonie italienne, et le Fiat 15Ter doté d'un moteur plus puissant, destiné à l'armée pour la Guerre Italo-Turque en Libye.
Durant cette période, le Fiat Tipo 15 a été secondé par le Fiat Tipo 18 dans les fournitures à l'armée du Roi d'Italie.
Le Fiat 15Ter sera fabriqué en Russie à partir de 1924 et jusqu'à la fin de l'année 1931, par AMO / ZIL sous le nom de AMO F-15, en 6.285 exemplaires.

## Le Fiat 15 dans l'armée française
En 1907, le ministère français de la guerre avait décidé de réserver ses commandes aux seuls constructeurs nationaux. Mais en octobre 1914, il se rend à l'évidence que la production nationale ne pourra jamais satisfaire les besoins. Les constructeurs nationaux ne livreront durant l'année 1914 que 2.585 véhicules. Le ministère se met à la recherche de fournisseurs complémentaires à l'étranger. Fiat devient un des fournisseurs agréés et reconnus de l'armée française, qu'il équipe en camions Fiat 15 et 18 durant toute la Première Guerre mondiale.
Une première commande en décembre 1914 porte sur 500 exemplaires du Fiat 15, suivie en janvier 1915 par une seconde commande de 600 véhicules. Au 30 juin 1915 on recense 635 camions Fiat 15 en service dans l'armée française. Au 31 mai 1918, 839 camions étaient affectés aux escadrilles de l'aviation. Fiat fournira également le modèle Fiat 18.

## Le Fiat 15 dans les autres armées

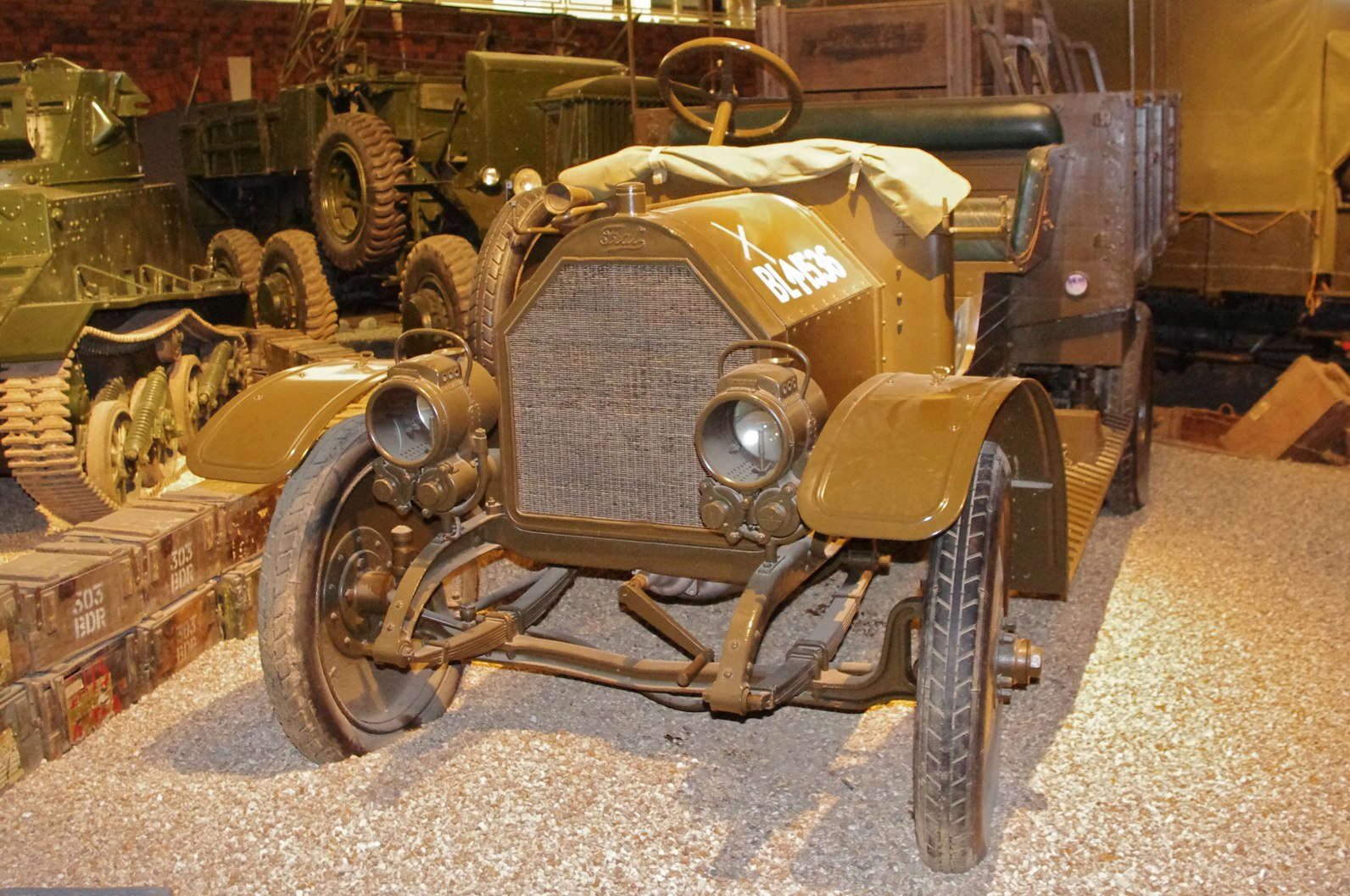
Fiat 15 Ter

Très apprécié, le Fiat 15 Ter fut utilisé par plusieurs autres armées durant la Première Guerre mondiale. La France en recevra 1.100 entre 1914 et 1915. Les États-Unis qui souhaitaient acquérir 4.000 Fiat 15 Ter n'en reçurent que 200 pour l'aviation, tandis que le Royaume-Uni en obtint 386. De nombreux exemplaires furent également livrés à la Russie, qui en assembla 1.319 à l'usine AMO de Moscou entre 1917 et 1919 avec des pièces fournies par Fiat. Le Fiat 15 Ter sera fabriqué directement sous licence par AMO-ZIL sous le nom de AMO F-15, en 6.285 exemplaires, entre 1924 et 1931.
En 1918, l'armée italienne en a dénombré 8.206 dans ses rangs, dont 710 en version sanitaire.

## Caractéristiques techniques
| Modèle                               | Type                                           | Années de production | Type moteur         | Cylindrée cm3 | Puissance CV | PTC en tonnes |
| ------------------------------------ | ---------------------------------------------- | -------------------- | ------------------- | ------------- | ------------ | ------------- |
| Fiat 15/20 HP Base "Brevetti Tipo 2" | Châssis                                        | 1909 - 1910          | Fiat Brevetti 15/20 | 3.053 essence | 16 à 1400    | 1,2           |
| Fiat Tipo 15                         | Châssis, Autobus                               | 1911 - 1912          | Fiat Brevetti 15/20 | 3.053 essence | 20 à 1400    | 2,5           |
| Fiat Tipo 15 bis                     | Camion, Châssis, Autobus, Ambulance            | 1912 - 1913          | Fiat 15/20 HP       | 3.053 essence | 20 à 1400    | 3,1           |
| Fiat Tipo 15 Ter                     | Camion, Châssis, Autobus, Ambulance            | 1913 - 1922          | Fiat 53A            | 4.398 essence | 40 à 1400    | 3,95          |
| Fiat Tipo 15 Ter - Militaire         | Camion, Châssis, Autobus, Ambulance            | 1913 - 1922          | Fiat 53A            | 4.398 essence | 36 à 1600    | 3,75          |
| AMO-ZIL F-15                         | Fabrication en Russie sous licence Fiat 15 Ter | 1924 - 1931          | Fiat 53A            | 4.398 essence | 40 à 1400    | 4,0           |
| Fiat Bertone Tipo 15 Ter             | Autobus                                        | 1921 - 1922          | Fiat 53A            | 4.398 essence | 40 à 1800    | 3,95          |
| Fiat 502 F                           | Camion, châssis                                | 1923 - 1926          | Fiat 101            | 1.460         | 23 à 2600    | 2,07          |

La production totale en Italie des modèles Fiat 15Bis et 15Ter entre 1911 et 1922 sera de 26.714 exemplaires. Il n'y a pas de données concernant la production de la version 15 de base civile.